# Limoniidae
I Limoniidi (Limoniidae Speiser, 1909) sono una grande famiglia cosmopolita di insetti, appartenenti all'ordine dei Ditteri (Nematocera: Tipulomorpha). È una delle famiglie più ricche, nell'ambito dei Ditteri, comprendente 11-12 000 specie.

## Descrizione

### Adulti
Gli adulti, simili alle più note tipule, hanno il corpo esile e allungato, di dimensioni piccole o medie, da 2 mm a 30 mm di lunghezza, con zampe lunghe e sottili, ali strette e lunghe, addome più o meno sottile e cilindrico nel maschio, cilindrico-fusiforme nella femmina. Rispetto agli altri tipuloidi si distinguono per la posizione delle ali in fase di riposo: nella generalità dei tipuloidi, infatti, le ali sono tenute aperte, mentre nei Limoniidi sono ripiegate sull'addome e reciprocamente sovrapposte. Alcune specie sono attere (Chionea).
Il capo è privo di ocelli e porta occhi grandi e ellissoidali. Le antenne sono composte da 8-16 articoli, spesso 12-14, eccezionalmente 5 (Chionea). In genere sono moniliformi e di moderata lunghezza, ma possono anche essere pettinate (Limonia spp.) o eccezionalmente lunghe (Hexatoma cinerea). La regione frontale presenta il clipeo di moderata lunghezza e non prolungato come quello dei Tipulidae. L'apparato boccale è provvisto di palpi mascellari di quattro segmenti, con il quarto segmento relativamente corto.
Il torace presenta sul mesonoto una sutura dorsale trasversa conformata a V, carattere tipico di tutti i Tipulomorpha. Le zampe sono lunghe e sottili, presentano coxe e trocanteri brevi, femori e tibie notevolmente lunghe, con tibie a volte speronate, tarsi di cinque segmenti, con primo tarsomero marcatamente allungato. Rispetto agli altri tipuloidi, le zampe dei Limoniidi sono mediamente più lunghe in proporzione al corpo. Le ali ben sviluppate, strette e lunghe, con lobo anale ampio e moderatamente pronunciato, spesso decorate da pigmentazioni zonali. I bilancieri sono lunghi.
L'addome, composto da nove uriti apparenti, ha la conformazione tipica dei Tipuloidea: è sottile e cilindrico, molto più lungo del resto del corpo. Il nono urite, nel maschio, presenta due processi simmetrici (clasper o claspettes) usati per agganciarsi a quello della femmina durante la copula. L'addome delle femmine ha gli ultimi uriti organizzati a formare un ovopositore di sostituzione conico.

### Nervatura alare
La nervatura alare presenta la tipica complessità dei Tipuloidea, con la costa che si sviluppa sull'intero margine, la presenza di almeno 9 vene raggiungenti il margine, la presenza di 2 vene anali complete e, infine, la presenza di una cellula discale, generalmente chiusa, in posizione distale rispetto alla basale anteriore. Differenze nella morfologia della nervatura ricorrono fra i diversi generi o, talvolta, anche fra diverse specie dello stesso genere. La subcosta è strettamente ravvicinata alla radio, si prolunga oltre la metà dell'ala e termina con una breve biforcazione, con ramo anteriore confluente sulla costa e ramo posteriore, non sempre distinguibile, confluente sulla radio.
La radio forma 3-5 rami secondo la presenza o meno di R2 e R4, in ogni modo non si hanno mai più di quattro rami confluenti sul margine. L'ordine della ramificazione è riassunto nel seguente schema:
Dallo schema si osserva che:
- i rami della radio che raggiungono il margine dell'ala sono tre (es. Limonia, Dicranoptycha, Dicranomyia) oppure quattro (es. Eugnophomyia, Neocladura, Epiphragma), in relazione alla presenza di R4;
- R4 è associata a R2+3, perciò R5 è indivisa;
- R2 può essere presente (es. Limonia, Dicranoptycha, Eugnophomyia) oppure assente (Limnophila);
- R2 non raggiunge mai il margine dell'ala.

La media può avere tre rami (Epiphragma, Neocladura, Limnophila) oppure due per assenza della biforcazione di M1+2 (es. Dicranoptycha, Eugnophomyia, Limonia). La cubito anteriore è sempre divisa in CuA1 e CuA2.
La nervature trasverse sono rappresentate dalla radio-mediale (r-m), dalla medio-cubitale discale (dm-cu) e dalla mediale (m-m); la prima chiude la prima cellula basale le altre due la discale. La biforcazione della cubito può essere più o meno distale rispetto alla prima biforcazione della media, perciò il ramo CuA1 può confluire sulla prima cellula basale (es. Dicranomyia) oppure sulla cellula discale (es. Dicranoptycha).
Va precisato che l'identificazione delle vene è discordante secondo gli Autori, generando confusione nella descrizione delle varie specie. In questa sede si danno si assumono, per uniformità, le seguenti interpretazioni: 
- R4 è associata a R2+3, con R5 sempre distinta. L'interpretazione assume implicitamente che la vena R2 sia sempre trasversa e terminante su R1 oppure assente[1];
- la biforcazione M1+2, quando è presente, è distinta dalla cellula discale e questa, pertanto, è chiusa all'estremità distale dalla mediale e dalla medio-cubitale discale; di conseguenza la vena che trae origine dal lato distale della cellula disco è identificata sempre come M3[2];
- la cubito anteriore (CuA), nella letteratura non recente, è considerata indivisa, pertanto, la biforcazione che i ditterologi indicano sovente con la locuzione Cu fork è formata dalla confluenza della medio-cubitale su CuA e la vena anteriore è identificata come M4[1][3][4].

Questo schema può presentare differenti interpretazioni: R4 è considerata associata a R5, pertanto la biforcazione del primo ramo del settore radiale (R2+3+4) è identificata con R2+3. Conseguenza di questa interpretazione è che R2 è sempre presente e può assumere due differenti posizioni: percorso trasverso con terminazione su R1 oppure percorso longitudinale con terminazione sul margine. Questa interpretazione, più o meno implicitamente dà per assunto che nell'ambito della famiglia la vena R4 sia sempre associata a R5 tranne in quei casi in cui il primo ramo del settore radiale origina tre branche, di cui due raggiungenti il margine (R3 e R4) e una confluente su R1, come avviene ad esempio in Pilaria o in Epiphragma, Eugnophomyia e Neocladura.

### Stadi preimmaginali
La larva è apoda, cilindrico-fusiforme, ed eucefala, con capo retrattile. Il tegumento non presenta vistose appendici, ma semplici processi poco rilevati, di forma differente secondo la posizione (pseudopodi e tubercoli). L'estremità caudale termina con un disco anale pentalobato, contenente gli spiracoli tracheali. La pupa è provvista di due processi respiratori dorsali, portati sul torace.

## Biologia e habitat

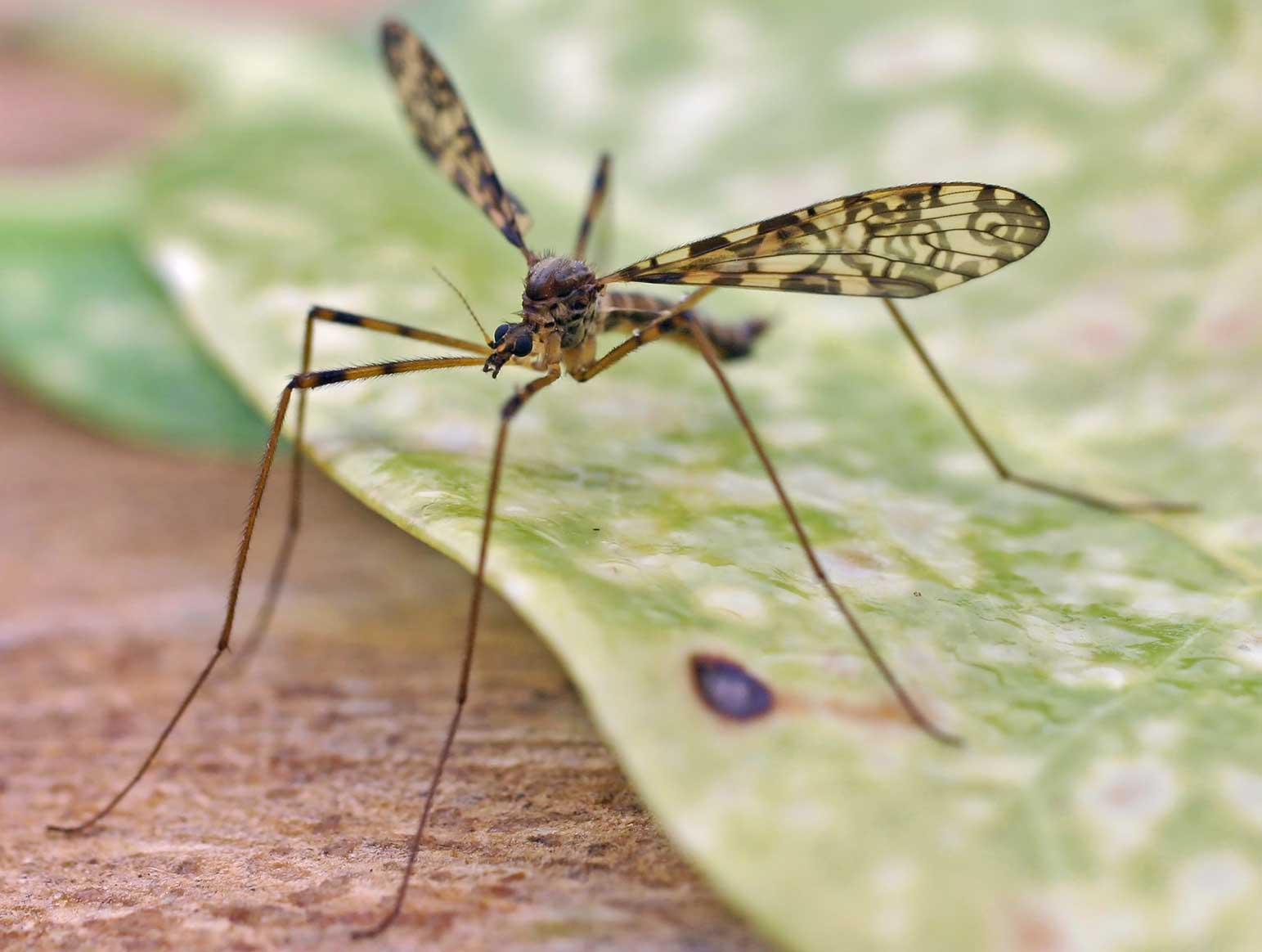
Epiphragma ocellare, specie oloartica presente anche in Italia.

Le larve dei Limoniidi presentano una notevole variabilità di comportamenti secondo la specie o il genere. Sono prettamente acquatiche oppure vivono in substrati piuttosto umidi come i terreni idromorfi, le lettiere o il legno in decomposizione o qualsiasi altro materiale organico in decomposizione. Dal punto di vista trofico si comportano come saprofaghe o fitosaprofaghe, ma in generale non si nutrono a spese di tessuti vegetali viventi se non eccezionalmente. L'eventuale presenza di larve di Limoniidi su alimenti o derrate di varia natura è per lo più un sintomo di cattive condizioni di conservazione; l'insediamento di queste larve è da considerarsi perciò una conseguenza più che una causa del deperimento, in quanto è lo stato di decomposizione già avviato che attira le femmine spingendole a deporre le uova. Fra i comportamenti trofici ricorrenti in alcuni generi o specie, va citata anche l'alimentazione a spese di alghe, in alcune specie ad habitat acquatico o igropetrico, oppure a spese di funghi (Metalimnobia, Limonia bifasciata), talora anche commestibili. Non mancano infine le larve zoofaghe, che si comportano come predatrici (Limnophilinae).
Gli adulti sono frequenti in ambienti umidi e si rinvengono fra la vegetazione riparia di corsi d'acqua, laghi, stagni, paludi o in boschi freschi ombrosi e umidi. Come tutti i tipuloidi hanno un volo lento e stentato e si aiutano lasciandosi trasportare dal vento. All'alba e al tramonto o nelle giornate non ventose, possono riunirsi in sciami, comportamento ricorrente, fra i Tipulomorfi, anche fra i Pediciidae e i Trichoceridae. La vita degli adulti è piuttosto breve, limitata a 10-15 giorni, durante i quali dedicano gran parte della loro attività alla riproduzione.

## Sistematica

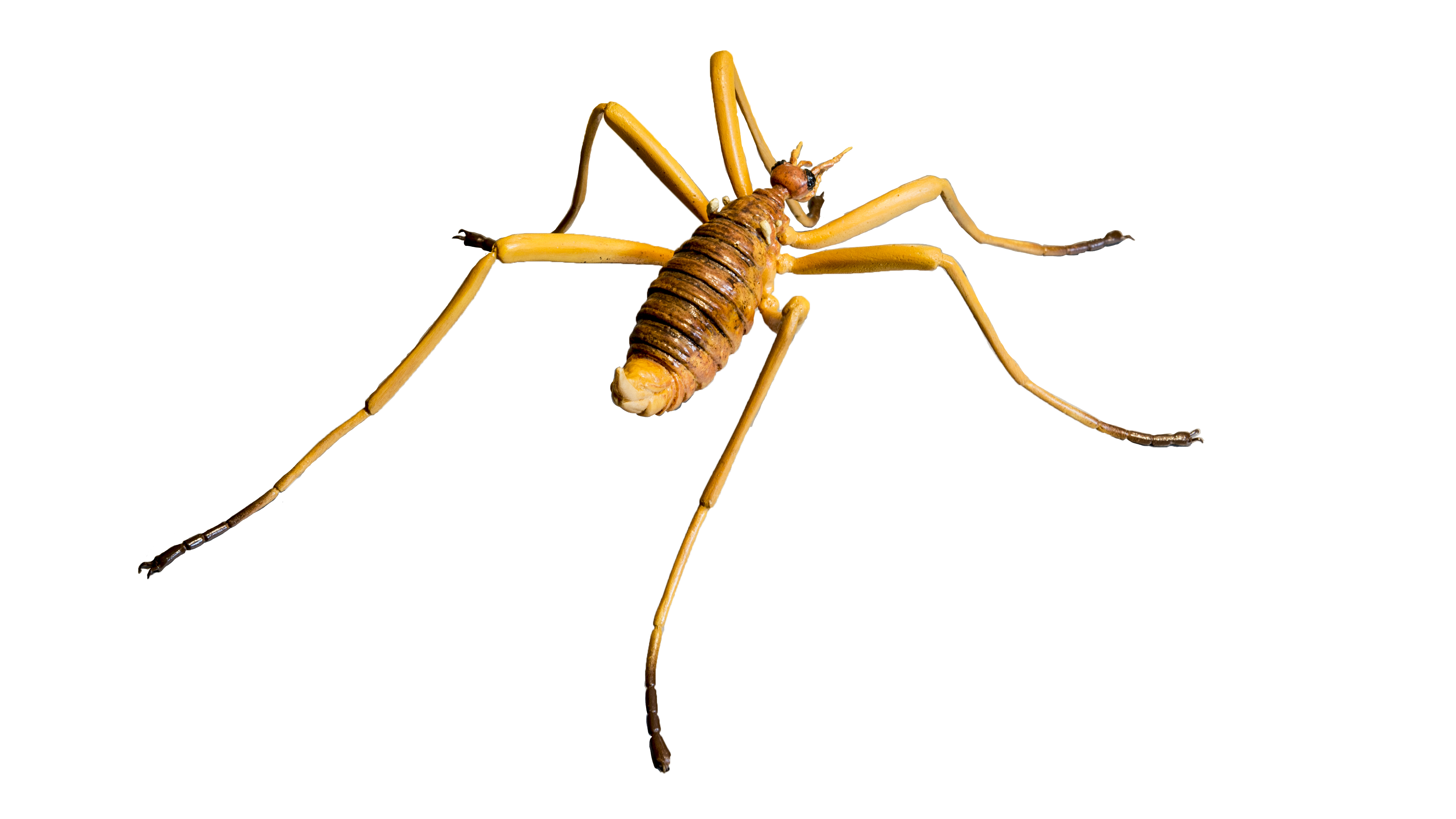
Chionea sp., riproduzione in scala 20:1. (MUSE - Museo delle Scienze di Trento)

La famiglia si colloca, con oltre 11-12 000 specie, come la più ricca fra tutti i ditteri, ma ancora ampiamente sconosciuta è la sua composizione e distribuzione nelle regioni tropicali, per le quali buona parte della tassonomia è basata sulle descrizioni effettuate in passato da alcuni specialisti. Ancora oggi diverse ricerche consistono in revisioni sistematiche o in approfondimenti su base filogenetica che riprendono i lavori di classificazione relativi agli esemplari conservati nelle collezioni nel corso della storia dell'entomologia.
L'inquadramento sistematico è controverso in quanto non vi sarebbero sufficienti motivi per giustificare l'elevazione al rango di famiglia. Gli Autori anglosassoni tendono a considerare i Limoniidae come una sottofamiglia nell'ambito dei Tipulidae sensu lato, comprendendovi al suo interno, al rango di tribù, anche la famiglia dei Pediciidae. Gli Autori europei tendono invece a scorporare i Tipulidae sensu lato in più famiglie distinte, adottando lo schema tassonomico caldeggiato da OESTERBROEK fin dagli anni novanta. Va tuttavia precisato che la distinzione dei Cilindrotomidi e dei Limoniidi dai Tipulidi sensu stricto ricorre talvolta anche nella letteratura meno recente e precedente agli anni novanta.
Sotto l'aspetto filogenetico, i Limoniidae costituirebbero un raggruppamento polifiletico.
Adottando la trattazione come famiglia indipendente, i Limoniidi si suddividono, secondo OOSTERBROEK (2006) in quattro sottofamiglie comprendenti nel complesso 147 generi:
- Chioneinae, comprendente 60 generi.
- Dactylolabidinae, comprendente un solo genere.
- Limnophilinae, comprendente 52 generi.
- Limoniinae, comprendente 34 generi.

In letteratura ricorrono tuttavia altri differenti schemi tassonomici, che prevedono peraltro la suddivisione delle sottofamiglie in tribù.
Numerosi sono i reperti fossili classificati in questa famiglia e datati a diversi periodi del Mesozoico e del Cenozoico. I fossili più antichi risalgono al Giurassico.

## Distribuzione e habitat
La famiglia Limoniidae ha una distribuzione cosmopolita ed è rappresentata in tutte le regioni zoogeografiche. In Europa sono presenti oltre 500 specie.
In Italia sono segnalate circa 230 specie ripartite fra i 51 generi indicati nell'elenco seguente. Fra parentesi è riportato il numero di specie comprese nel genere:
- Sottofamiglia Chioneinae. 112 specie ripartite fra 21 generi: Arctoconopa (1), Baeoura (1), Cheilotrichia (8), Chionea (3), Crypteria (1), Ellipteroides (3), Erioconopa (2), Erioptera (9), Gonomyia (10), Hoplolabis (5), Idiocera (6), Ilisia (2), Molophilus (23), Neolimnophila (2), Ormosia (15), Phyllolabis (2), Rhabdomastix (3), Rhypholophus (4), Scleroprocta (2), Symplecta (4), Tasiocera (6).
- Sottofamiglia Dactylolabidinae. 4 specie comprese nel solo genere Dactylolabis.
- Sottofamiglia Limnophilinae. 37 specie ripartite fra 14 generi: Austrolimnophila (3), Eloeophila (6), Epiphragma (1), Euphylidorea (5), Eutonia (1), Hexatoma (4), Idioptera (1), Limnophila (2), Neolimnomyia (3), Paradelphomyia (1), Phylidorea (3), Pilaria (2), Prionolabis (2), Pseudolimnophila (3)
- Sottofamiglia Limoniinae. 79 specie ripartite fra 15 generi: Achyrolimonia (1), Antocha (2), Dicranomyia (35), Dicranoptycha (5), Discobola (1), Elliptera (2), Geranomyia (2), Helius (4), Limonia (14), Lipsothrix (2), Metalimnobia (4), Neolimonia (1), Orimarga (3), Rhipidia (2), Thaumastoptera (1).